# Krivij Rih
Krivij Rih (ukr.: Кривий Ріг; rus.: Кривой Рог) je osmi grad po veličini u Ukrajini i najveći grad u državi koji nije središte neke oblasti, administrativno pripada Dnjipropetrovskoj oblasti. 

## Povijest
Grad su u 17. stoljeću osnovali Zaporiški Kozaci. Ime grada Kryvyj Rih prevedeno s ukrajinskoga jezika doslovno znači Krivi Rog. Prema legendi grad je osnovao Kozak po imenu Rih. Međutim zapisi o povijesti grada odnose se na područje istoga naziva, u oblik kojeg formiraju rijeke Saksahań i Ingulec.
Za vrijeme Ruskog građanskog rata grad i okolica bili su jezgra anarhističkog revolucionara Nestora Mahnoa.
Industrijski rast u gradu krenuo je 1880. kada je osnovan Europski investicijski sindikat. Veliku zaslugu u industrijskome rastu grada imala je tvornice čelika Krivorižstal (Trenuto ime tvornice ArcelorMittal Kryvyi Rih) koja je i danas najveća čeličana u Ukrajini.
Tijekom Drugog svjetskoga rata grad je u povlačenju uništila Crvena armija, nakon rata ljudi su živjeli u ruševinama dok nisu obnovljene stambene zgrade. Nedostatak stambenih zgrada doveo je do novih tehnoloških rješenja, što je značilo da se privremene zgrade i vojarne mogu vrlo brzo izgraditi s jeftinim materijalima.

## Stanovništvo
Prema službenome popisu stanovništva iz 2001. godine u gradu živi 712,500 stanovnika (1989. – 769.100 stanovnika). Od toga urbane populacije - 709.000 (99,5%), i ruralne 3.500 stanovnika (0,5%). U usporedbi s 1989. godinom, udio gradskog stanovništva povećao se s 99,2% na 99,5%. Prema spolu u gradu živi 326.700 muškaraca (45,8%) i 385.800 žena (54,2%). Godine 1989. omjer je iznosio 46,5% prema 53,5%.

## Poznate osobe
- Aljona Bondarenko - ukrajinska tenisačica
- Kateryna Bondarenko - ukrajinska tenisačica

## Šport
U gradu igra poznati ukrajinski prvoligaški nogometni klub Kryvbas Kryvyj Rih.

## Vanjske poveznice
- Stranice grada (na engleskom)
- Povijest grada (na engleskom)